# Цоллер, Оскар фон
Оскар фон Цоллер (нем. Oskar von Zoller; 13 ноября 1809 — 10 июля 1866) — барон, баварский генерал-лейтенант.

## Биография
Сын генерал-лейтенанта баварской службы барона Фридриха фон Цоллера (1762—1821), родился 13 ноября 1809 года в Штраубинге.
В 1827 году вступил юнкером на баварскую военную службу в лейб-гвардии пехотный полк в Мюнхене и в 1828 году получил первый офицерский чин. Произведённый в 1842 году в капитаны, Цоллер перешёл на придворную службу и был назначен флигель-адъютантом баварского короля Людвига I. Позже он стал гофмаршалом наследного принца Максимилиана.
В 1850 году Цоллер вернулся на военную службу и был принят с чином подполковника в 3-й пехотный полк «Принц Карл Баварский» в Аугсбурге, в 1853 году был назначен командиром этого полка. Два года спустя, Цоллер был произведён в генерал-майоры и назначен командиром 6-й стрелковой бригады в Байройте. В 1861 году он был произведён в генерал-лейтенанты.
С началом Германской войны он стал начальником 3-й стрелковой дивизии. Этой дивизией он командовал 10 июля 1866 года в битве при Киссингене против прусской армии. Во время сражения, в селе Винкельс под Киссингеном (ныне район этого города), он был убит осколками разорвавшейся бомбы, несколько ранее под ним было убито две лошади.